# Przemiana perytektyczna
Przemiana perytektyczna – odwracalna przemiana fazowa, w wyniku której przy chłodzeniu z cieczy i fazy stałej o składzie perytektycznym wydziela się nowa faza stała (perytektyka). Dla określonych układów o danym składzie chemicznym zachodzi w konkretnej temperaturze, zwanej perytektyczną.

## Ogólne informacje
{\displaystyle L+\beta \ {\xrightarrow[{\text{Temp. perytektyczna}}]{\text{Chłodzenie}}}\ \alpha ,}
{\displaystyle \alpha \ {\xrightarrow[{\text{Temp. perytektyczna}}]{\text{Nagrzewanie}}}\ L+\beta ,}
gdzie:
{\displaystyle L} – ciecz,
{\displaystyle \alpha ,\beta } – fazy stałe.

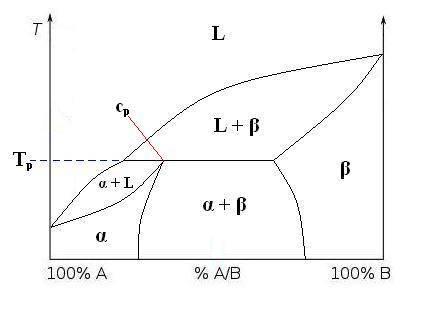
Rys. 1. Wykres równowagi układu z ograniczoną rozpuszczalnością w stanie stałym z przemianą perytektyczną opisany fazowo.

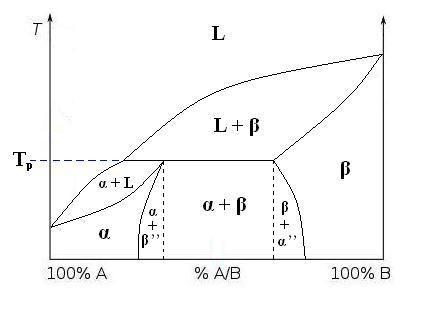
Rys. 2. Wykres równowagi układu z ograniczoną rozpuszczalnością w stanie stałym z przemianą perytektyczną opisany strukturalnie.

Niekiedy zdarza się, że ciecz reaguje z uprzednio wydzieloną w niej fazą stałą i tworzy kolejny roztwór stały lub fazę międzymetaliczną. Charakterystycznym miejscem w układzie równowagi wykazującego istnienie przemiany perytektycznej jest punkt perytektyczny cp.
Przemiana perytektyczna będzie występować w układach, których składniki charakteryzują się pełną rozpuszczalnością w cieczy i wykazują ograniczoną rozpuszczalność w stanie stałym (patrz rys. 1 i rys. 2).

## Przebieg przemiany
Nowa faza stała α zarodkuje i wzrasta wzdłuż granicy międzyfazowej pomiędzy cieczą a fazą β. Nukleacja jest napędzana przez silne nasycenie cieczy w domieszkę względem swojej rozpuszczalności w układzie równowagi. Domieszka jest wypychana przed front krystalizacji fazy α i dyfunduje przez fazę ciekłą do β powodując jej rozpuszczanie. Zarodki fazy α zagęszczają się w kierunku prostopadłym do kierunku krystalizacji. W pewnym momencie nowa faza stała powoduje oddzielenie cieczy od fazy β. Przemiana fazy β w α będzie odbywać się mechanizmem dyfuzyjnym dalekiego zasięgu. Natomiast pozostała ciecz zakrzepnie w postaci fazy α.
Fredriksson wyszczególnił dwa główne typy przemiany perytektycznej:
- zarodkowanie i wzrost kryształów fazy α odbywa się w cieczy bez udziału fazy β (bez kontaktu granic międzyfazowych α-β). Faza β rozpuszcza się w fazie ciekłej wzbogacając je w odpowiednie składniki. Faza α swobodnie rozwija się i krystalizuje z cieczy.
- zarodkowanie i wzrost kryształów fazy α obywa się w cieczy przy udziale fazy β (istnieje kontakt granic międzyfazowych α-β). Nowa faza stała rozwija się w wyniku bocznego wzrostu dookoła fazy β.

Pierwszy mechanizm zachodzi bardzo rzadko, drugi zaś jest najczęściej występującym i dużo lepiej poznanym.